# Sâniacob (okręg Marusza)
Sâniacob (węg. Marosszentjakab) – wieś w Rumunii, w okręgu Marusza, w gminie Ațintiș. W 2011 roku liczyła 28 mieszkańców.